# Carmen Amorós i Valldaura
Carmen Amorós i Valldaura (Barcelona, 1961 - Barcelona, 2017), filla de Joan Amorós i Andreu, viuda d'Enric Sió i Guardiola, fou escriptora i periodista.

## Llibres
- Sió, Enric: Barcelona, guapa! Documentació i textos: Carmen Amorós i Valldaura ; Barcelona : Enric Sió Studi, 1992.
- ¿Sabes, princesa?, Barcelona: Prensa Siete, 1993.
- Quadern balcànic, poemari, editorial Mediterrània-Eivissa, ISBN 9788495565686
- Ales de vidre, Barcelona: Stonberg, 2016, ISBN 9788494617201[4][5]